# Ametrida centurio
Ametrida centurio is een zoogdier uit de familie van de bladneusvleermuizen van de Nieuwe Wereld (Phyllostomidae). De wetenschappelijke naam van de soort werd voor het eerst geldig gepubliceerd door John Edward Gray in 1847.

## Voorkomen
De soort komt voor in Brazilië, de Guyana's, Panama, Venezuela, Trinidad en op Bonaire.